# نورا بيرقداريان
نورا بيرقداريان هي أستاذة لبنانية من أصل أرميني. وهي أستاذة العلاقات الدولية ورئيسة قسم العلاقات الدولية في كلية الحقوق والعلوم السياسية في الجامعة اللبنانية وأيضا عضو المجلس العلمي لكلية الدكتوراه في الحقوق والسياسية العلوم الإدارية والاقتصادية. وهي محاضرة أولى في العلاقات الدولية في قسم العلوم السياسية والإدارة العامة في الجامعة الأمريكية في بيروت. وهي عضو في المجلس الاقتصادي والاجتماعي والبيئي اللبناني لولاية ثانية ورئيسة لجنة العلوم والتكنولوجيا والابتكار في المجلس.
نورا بيرقداريان حاليًا عضوة في اللجنة المركزية لـ الكنيسة الأرمنية الأرثوذكسية الكرسي الرسولي في كيليكيا لولاية ثانية.

## السيرة الذاتية
درست بيرقداريان العلوم السياسية في كلية الحقوق والعلوم السياسية في الجامعة اللبنانية في مرحلتي البكالوريوس والدراسات العليا. حصلت على منحة دراسية من المركز الوطني الفرنسي للبحث العلمي في دراستها العليا، بعد حصولها على درجة شهادة الدراسات المعمقة نظرا لنتائجها المتميزة. أطروحتها في إدارة مكافحة المخدرات بعنوان "المسألة الفلسطينية، من القرار 242 إلى إبرام اتفاقية غزة-أريحا" ، وأشرف عليها البروفيسور جورج شرف، وحصلت على أعلى الدرجات داخل الكلية. التحقت بعد ذلك بجامعة السوربون في باريس وحصلت على درجة الدكتوراه في العلاقات الدولية مع مرتبة الشرف (مشرف جدًا مع تهنئة لجنة التحكيم)، تحت إشراف البروفيسور تشارلز زورغبيبي، مؤلف أكثر من 40 كتابًا في العلاقات الدولية. وفي عام 2017 حصلت على لقب أستاذ من الجامعة اللبنانية.

## المهنة
بعد أن عملت كمساعدة ثم أستاذة متفرغة في كلية الحقوق والعلوم السياسية في الجامعة اللبنانية، تشغل بيرقداريان حاليًا منصب رئيس قسم العلاقات الدولية في الكلية وعملت لمدة ثلاث فترات كعضو في المجلس العلمي. عملت كأستاذة زائرة في جامعة القديس يوسف في عام 2006 وأيضًا لأكثر من 10 سنوات في جامعة الحكمة على المستويين الجامعي والدراسات العليا. قامت بالتدريس لمدة ثلاث سنوات متتالية في برنامج الماجستير المهني متعدد التخصصات في السلام والتعاون الذي نظمته الجامعة اللبنانية، جامعة الروح القدس في الكسليك والجامعات الإيطالية الثلاث لا سابينزا، وجامعة روما تري وجامعة بافيا. قامت بتنسيق العلوم السياسية في الكلية العسكرية في القوات المسلحة اللبنانية حيث قامت بالتدريس من عام 2007 حتى عام 2020.تعمل حاليًا في القانون والعلوم السياسية والإدارية والاقتصادية، حيث ترأس لجنة العلوم السياسية.

## تجارب أخرى
- الإنجاز: المساهمة كرئيسة لجنة العلوم والتكنولوجيا والابتكار في المجلس الاقتصادي والاجتماعي في تطوير ورقة استراتيجية على المستوى الوطني بعنوان “استراتيجية العلوم والتكنولوجيا والابتكار في خدمة التنمية المستدامة في لبنان” من خلال منهجية تشاركية، تدمج مشاركة 17 جامعة ومراكز بحثية متعددة والنقابات وأصحاب المصلحة المعنيين. (2018- 2020)[10]
- انتخبتها سفارة الولايات المتحدة الأميركية في لبنان، ومن ثم وزارة الخارجية الأميركية، كجزء من برنامج تبادل لتمثيل لبنان في تدريب المهنيين في نيويورك وواشنطن في كلية بارد، حول "السياسة الخارجية للولايات المتحدة". (يوليو-أغسطس 2014)
- زيارة المؤسسات الأوروبية في بروكسل، بعد دعوة رسمية من السيد باتريك لوران، رئيس وفد المفوضية الأوروبية، أغسطس - سبتمبر 2008
- إلقاء محاضرات حول الديمقراطية التمثيلية وتقاسم السلطة، الديمقراطية التمثيلية ودور اللجان النيابية، (4 مؤتمرات) (2010- 2012)، في البرلمان اللبناني، ضمن مشروع تعاون بين الجامعة اللبنانية ومؤسسة وستمنستر للديمقراطية، لندن، والبرلمان اللبناني.
- عضو اللجنة المركزية لـ مجلس الكنائس العالمي، انتخبته الجمعية العامة التاسعة للمجلس، في البرازيل، فبراير 2006[11]
- المشاركة في الندوة الدولية التي نظمها معهد بوسي المسكوني[12] وجامعة جنيف، في سويسرا، في الفترة من 4 إلى 11 يونيو 2003، تحت عنوان "المرأة في الرسالة" ومتحدثة عن "حوار الإرساليات في المجتمعات المتعددة الأديان".
- المشاركة في مؤتمر الخبراء الدوليين المدعوين إلى هونغ كونغ تحت عنوان "المؤتمر المسكوني الدولي حول معاهدة السلام لشبه الجزيرة الكورية" هونغ كونغ 15-16 نوفمبر 2016، رئاسة جلستين حول تحديات وفرص معاهدة السلام لشبه الجزيرة الكورية، نظمته CCIA.[13]
- تم تعيينها عضوًا في لجنة الكنائس للشؤون الدولية CCIA[14] (WCC) في مجلس الكنائس العالمي في يوليو 2014، ممثلاً الكنيسة الأرمنية الأرثوذكسية في اللجنة.[15] أعيد انتخابه لولاية ثانية في يونيو 2023.[16]
- المشاركة في الجمعية الحادية عشرة لمجلس الكنائس العالمي في كارلسروه، ألمانيا (30 أغسطس - 9 سبتمبر) والعمل كمقرر للجنة القضايا العامة.[17]

## الأعمال الكبرى
نورا بيرقداريان هي مؤلفة العديد من الكتب والمقالات الصحفية في مجموعة متنوعة من المواضيع الدولية

### الكتب المختارة
- السياسة الخارجية والسياسة الداخلية (برويلانت، دلتا، 2006.)[18]
- لبنان: الاستقرار الداخلي والأمن الإقليمي ( يوليو 2007)[19]
- مناهج وتقنيات البحث العلمي (الجامعة اللبنانية، أكتوبر 2008).

### مقالات المجلات التي يراجعها النظراء
- "نحو حوكمة أوسع للفضاء خارج الغلاف الجوي"، مركز الإمارات للدراسات والبحوث الاستراتيجية المجلد 2، العدد 8، (أكتوبر 2014):106-139[20]
- "التعددية في "السياسة الخارجية للولايات المتحدة "، مجلة العلوم السياسية للجامعة اللبنانية، العدد 1/2016: 175-199[21]
- "إعادة تشكيل الحوكمة العالمية"، مجلة العلوم السياسية للجامعة اللبنانية رقم 4/2016: 183-205[22]
- "الحرب العالمية الأولى وتاريخ الأرمن المعاصر"، مجلة جامعة الكسليك للتاريخ، العدد 24/2017:185-212
- "نحو نظام سلام في شبه جزيرة كوريا"، مجلة العلوم السياسية للجامعة اللبنانية، العدد 2/2017: 329-355[23]